# Raul Tutarauli
Raul Tutarauli (ur. 10 maja 1992 w Tbilisi) – gruziński zawodnik mieszanych sztuk walki. Mistrz organizacji GFC w wadze lekkiej oraz piórkowej. Walczył także dla takich organizacji jak M-1 Global, ACA czy KSW. Aktualnie związany z organizacją Brave CF, w której był pretendentem do pasa mistrzowskiego.

## Osiągnięcia

### Mieszane sztuki walki
- Georgian Fighting Championship
  - 2022: Mistrz GFC w wadze lekkiej[3]
  - 2024: Mistrz GFC w wadze piórkowej[4]

## Lista zawodowych walk w MMA
| Wynik     | Bilans | Przeciwnik (bilans przed walką)   | Rozstrzygnięcie                             | Runda | Czas | Rozgrywki                                                                | Data       | Miejsce       | Uwagi                                                                               |
| --------- | ------ | --------------------------------- | ------------------------------------------- | ----- | ---- | ------------------------------------------------------------------------ | ---------- | ------------- | ----------------------------------------------------------------------------------- |
| Wygrana   | 36-8   | Olzhas Eskaraev (16-7)            | Decyzja (jednogłośna)                       | 3     | 5:00 | Brave CF 93                                                              | 18.04.2025 | Zhengzhou     | Main Event                                                                          |
| Wygrana   | 35-8   | Paulo Henrique Laia (18-8)        | Poddanie (duszenie zza pleców)              | 1     | 3:06 | Georgian Fighting Championship 29                                        | 14.12.2024 | Tbilisi       | Obronił pas mistrzowski GFC w wadze lekkiej. Main Event                             |
| Przegrana | 34-8   | Kubanychbek Abdisalam Uulu (21-3) | Decyzja (jednogłośna)                       | 5     | 5:00 | Brave CF 87                                                              | 22.09.2024 | Alkmaar       | Debiut w Brave CF. Pojedynek o pas mistrzowski Brave CF w wadze lekkiej. Main Event |
| Wygrana   | 34-7   | Andrey Augusto (15-6-1)           | Poddanie (dźwignia na staw łokciowy)        | 4     | 4:17 | Georgian Fighting Championship 27                                        | 11.05.2024 | Tbilisi       | Zdobył pas mistrzowski GFC w wadze piórkowej. Main Event                            |
| Wygrana   | 33-7   | Marcin Held (28-9)                | TKO (ciosy pięściami w parterze)            | 2     | 3:49 | XTB KSW 89: Bartosiński vs. Parnasse                                     | 16.12.2023 | Gliwice       |                                                                                     |
| Wygrana   | 32-7   | Donovan Desmae (16-8)             | Decyzja (jednogłośna)                       | 3     | 5:00 | KSW 82: Hooi vs. Grzebyk                                                 | 13.05.2023 | Warszawa      |                                                                                     |
| Przegrana | 31-7   | Roman Szymański (16-6)            | Poddanie (dźwignia na staw łokciowy)        | 1     | 1:05 | XTB KSW 78: Materla vs. Grove 2                                          | 21.01.2023 | Szczecin      | Debiut w KSW.                                                                       |
| Wygrana   | 31-6   | Oberdan Tenório (33-11-1)         | TKO (ciosy pięściami)                       | 2     | 4:10 | Georgian Fighting Championship 18                                        | 05.11.2022 | Tbilisi       | Obronił pas mistrzowski GFC w wadze lekkiej. Main Event                             |
| Wygrana   | 30-6   | Ali Abdulkhalikov (10-1)          | Decyzja (niejednogłośna)                    | 3     | 5:00 | Russian Cagefighting Championship 12: Ilić vs. Shlemenko                 | 26.08.2022 | Jekaterynburg |                                                                                     |
| Wygrana   | 29-6   | Adil Boranbayev (20-8-1)          | TKO (ciosy pięściami)                       | 1     | 2:20 | Georgian Fighting Championship 16                                        | 11.06.2022 | Tbilisi       | Zdobył pas mistrzowski GFC w wadze lekkiej. Main Event                              |
| Wygrana   | 28-6   | Herbert Batista (15-2-1)          | Decyzja (jednogłośna)                       | 3     | 5:00 | ACA 132: Johnson vs. Vakhaev                                             | 19.11.2021 | Mińsk         |                                                                                     |
| Wygrana   | 27-6   | Plamen Bachvarov (9-3)            | Decyzja (jednogłośna)                       | 3     | 5:00 | ACA 128: Goncharov vs. Omielańczuk                                       | 11.09.2021 | Mińsk         |                                                                                     |
| Przegrana | 26-6   | Aurel Pîrtea (22-11)              | Poddanie (duszenie gilotynowe)              | 2     | 3:38 | ACA 122: Johnson vs. Poberezhets                                         | 23.04.2021 | Mińsk         | Co-Main Event                                                                       |
| Wygrana   | 26-5   | Dragoljub Stanojević (11-7)       | KO (kolana i ciosy pięściami)               | 1     | 0:14 | ACA 114                                                                  | 26.11.2020 | Łódź          |                                                                                     |
| Wygrana   | 25-5   | Rubenilton Pereira (20-6)         | TKO (ciosy pięściami)                       | 1     | 3:37 | M-1 Challenge 102                                                        | 28.06.2019 | Astana        |                                                                                     |
| Wygrana   | 24-5   | Moghimian Masouda (0-0)           | TKO (ciosy pięściami)                       | 1     | 0:31 | Titan Global Championship                                                | 04.05.2019 | Tbilisi       |                                                                                     |
| Wygrana   | 23-5   | Yoislandy Izquierdo (12-4)        | Poddanie (dźwignia prosta na staw łokciowy) | 1     | 3:47 | Wkg & M-1 Challenge 100 - Bogatov vs. Silva                              | 26.01.2019 | Harbin        |                                                                                     |
| Przegrana | 22-5   | Roman Bogatow (6-0)               | Poddanie                                    | 2     | 3:05 | M-1 Challenge 94: Ismagulov vs. Damkovsky                                | 15.06.2018 | Orenburg      | Co-Main Event                                                                       |
| Wygrana   | 22-4   | Peng Zhou (0-2)                   | TKO (ciosy pięściami)                       | 1     | 1:07 | Chin Woo Men: 2017-2018 Season: Stage 6                                  | 11.03.2018 | Guangzhou     |                                                                                     |
| Przegrana | 21-4   | Damir Ismagułow (17-1)            | Decyzja (jednogłośna)                       | 5     | 5:00 | M-1 Challenge 88: Tutarauli vs. Ismagulov                                | 22.02.2018 | Moskwa        | Pojedynek o pas mistrzowski M-1 Global w wadze lekkiej. Main Event                  |
| Wygrana   | 21-3   | Liu Huanan (2-7)                  | TKO (ciosy pięściami w parterze)            | 1     | 1:23 | Chin Woo Men: 2017-2018 Season: Stage 4                                  | 21.01.2018 | Hefei         |                                                                                     |
| Wygrana   | 20-3   | Vladimir Kanunnikov (8-0)         | Decyzja (jednogłośna)                       | 3     | 5:00 | M-1 Challenge 83: Tatfight 5                                             | 23.09.2017 | Kazań         |                                                                                     |
| Wygrana   | 19-3   | Artur Lemos (8-2)                 | Decyzja (jednogłośna)                       | 3     | 5:00 | M-1 Challenge 77: Nemkov vs. Marques                                     | 19.05.2017 | Soczi         |                                                                                     |
| Wygrana   | 18-3   | Missael Silva (12-5)              | KO (cios)                                   | 1     | 1:13 | Chin Woo Men: 2016-2017 Season: Team Finals                              | 13.05.2017 | Loudi         |                                                                                     |
| Wygrana   | 17-3   | Mohamed Grabiński (14-3)          | TKO (ciosy pięściami)                       | 2     | 3:50 | M-1 Challenge 75: Shlemenko vs. Bradley                                  | 03.03.2017 | Moskwa        |                                                                                     |
| Wygrana   | 16-3   | Yusheng Wang (0-6)                | TKO (ciosy pięściami)                       | 1     | 1:39 | Chin Woo Men: 2016-2017 Season: Fierce Battle Part 2                     | 08.01.2017 | Guangzhou     |                                                                                     |
| Wygrana   | 15-3   | Yincang Bao (9-4)                 | Decyzja (jednogłośna)                       | 3     | 5:00 | Glory of Heroes: Conquest of Heroes 1                                    | 02.12.2016 | Jiyuan        |                                                                                     |
| Wygrana   | 14-3   | Zhao Cheng (8-7)                  | TKO (ciosy pięściami w parterze)            | 1     | 4:23 | Chin Woo Men: 2016-2017 Season: First Battle of Yancheng                 | 06.11.2016 | Guangzhou     |                                                                                     |
| Wygrana   | 13-3   | Simeon Batalov (1-0)              | TKO (slam i ciosy pięściami)                | 1     | 1:03 | Road to Abu Dhabi Warriors: Bulgaria                                     | 24.09.2016 | Sofia         |                                                                                     |
| Przegrana | 12-3   | Damir Ismagułow (8-1)             | TKO (ciosy pięściami)                       | 3     | 3:49 | M-1 Challenge 66: Nemkov vs. Yusupov                                     | 27.05.2016 | Orenburg      | Bonus za walkę wieczoru.                                                            |
| Wygrana   | 12-2   | Alexey Makhno (15-3)              | TKO (ciosy pięściami)                       | 2     | 3:29 | M-1 Challenge 63: Puetz vs. Nemkov 2                                     | 04.12.2015 | Petersburg    |                                                                                     |
| Wygrana   | 11-2   | Valeriu Mircea (7-1)              | TKO (ciosy pięściami)                       | 1     | 3:18 | M-1 Challenge 60: Battle In Orel                                         | 05.08.2015 | Orzeł         |                                                                                     |
| Wygrana   | 10-2   | Maziar Yari (0-0)                 | TKO (ciosy pięściami)                       | 1     | 2:03 | Armenian Fighting Championship 14                                        | 14.06.2015 | Erywań        | Co-Main Event                                                                       |
| Wygrana   | 9-2    | Mirlan Asekov (0-0)               | TKO (ciosy pięściami)                       | 1     | 4:40 | World Ertaymash Federation 2                                             | 15.03.2015 | Biszkek       |                                                                                     |
| Wygrana   | 8-2    | Artur Aliev (0-0)                 | Poddanie (duszenie zza pleców)              | 3     | 1:45 | M-1 Challenge 55: In Memory of Guram Gugenishvili                        | 21.02.2015 | Tbilisi       | Debiut w M-1 Global.                                                                |
| Wygrana   | 7-2    | Elchin Gasimov (0-0)              | KO (cios)                                   | 1     | 1:36 | Universal Fighting Club: International Championship MMA Akhaltsikhe 2014 | 19.10.2014 | Achalciche    |                                                                                     |
| Wygrana   | 6-2    | Khasid Noruzov (0-0)              | KO (kopnięcie)                              | 1     | 0:34 | GFC Fight Night                                                          | 07.06.2014 | Tbilisi       |                                                                                     |
| Przegrana | 5-2    | Gamlet Dryaev (0-0)               | Poddanie (duszenie gilotynowe)              | 1     | 1:24 | Oplot Challenge 93                                                       | 21.12.2013 | Charków       |                                                                                     |
| Przegrana | 5-1    | Dzhikhad Yunusov (4-0)            | Decyzja (jednogłośna)                       | 3     | 5:00 | Oplot Challenge 88                                                       | 16.11.2013 | Charków       |                                                                                     |
| Wygrana   | 5-0    | Maxim Pashkov (1-2)               | TKO (ciosy pięściami)                       | 1     | 4:45 | Oplot Challenge 83                                                       | 12.10.2013 | Charków       |                                                                                     |
| Wygrana   | 4-0    | Muhamed Majidi (0-0)              | Poddanie (duszenie zza pleców)              | 1     | 0:40 | GFC Fight Night                                                          | 18.09.2013 | Tbilisi       |                                                                                     |
| Wygrana   | 3-0    | Misha Maskharashvili (0-0)        | TKO (ciosy pięściami)                       | 1     | 2:11 | Georgian Universal Fighting Federation: Batubi Circus                    | 06.08.2012 | Batumi        |                                                                                     |
| Wygrana   | 2-0    | Mikheil Goriashvili (1-1)         | Decyzja (jednogłośna)                       | 3     | 5:00 | Georgian Championship 3rd Tour                                           | 05.11.2011 | Tbilisi       |                                                                                     |
| Wygrana   | 1-0    | Giorgi Tandilashvili (0-0)        | TKO (ciosy pięściami)                       | 1     | 0:46 | Georgian Universal Fighting Federation                                   | 17.09.2011 | Gori          |                                                                                     |